# Konstytucja Skonfederowanych Stanów Ameryki
Konstytucja Skonfederowanych Stanów Ameryki – najwyższy akt prawny, który obowiązywał w Skonfederowanych Stanach Ameryki (CSA).
Akt zastąpił Tymczasową Konstytucję Skonfederowanych Stanów. Dokument został wydany 11 marca 1861 roku, a wszedł w życie 22 lutego 1862 roku w stolicy amerykańskiego stanu Alabama – Montgomery (pełniącej tymczasowo rolę stolicy CSA). Konstytucja składała się z 7 artykułów, z których duża część jest dosłownie przepisana z Konstytucji Stanów Zjednoczonych, jednak zawiera ona bardzo poważne różnice dotyczące m.in. niewolnictwa. Oryginał dokumentu, podpisany przez 43 z 50 deputowanych, znajduje się w Uniwersytecie Georgii. Zdecydowano o wejściu w życie 22 lutego, ponieważ jest to rocznica urodzin Jerzego Waszyngtona. Tego samego dnia został zaprzysiężony Jefferson Davis – jedyny prezydent.

## Różnice z Konstytucją USA
Konfederaci nie zmienili bardzo radykalnie konstytucji USA i starali się przede wszystkim usunąć to, co uważali za wady, natomiast zachować to, co uważali za zalety.

### Prawa i zakazy dla Stanów CSA
CSA uważały się za dobrowolne stowarzyszenie niepodległych państw, zjednoczone wyłącznie z przyczyn pragmatycznych. Dlatego dały prawo wszystkim Stanom do utworzenia własnego rządu federalnego. Stany Konfederacji uzyskały cztery prawa, którymi były:
- Zdolność do zawierania umów z innymi stanami w celu uregulowania dróg wodnych.
- Uprawnienia do opodatkowania statków z innych Stanów, płynących przez drogi wodne innego Stanu.
- Zdolność do zdjęcia stanowych urzędników państwowych przez Stan z którego pochodzą.
- Możliwość emitowania własnych banknotów[6].

Stanom CSA zostały odebrane 3 ważne prawa:
1. Wolność Stanu by nadawać prawa obywatelskie mieszkańcom, którzy nie są obywatelami.
2. Wolność Stanu by swobodnie handlować z innymi Stanami.
3. Wolność Stanu by ewentualnie zakazać niewolnictwa.

### Niewolnictwo

Legenda: ciemnoczerwony - stany, które ogłosiły secesję przed 15 kwietnia 1861 r. i zezwalały na niewolnictwo;
czerwony - stany, które ogłosiły secesję po 15 kwietnia 1861 r. i zezwalały na niewolnictwo;
żółty - stany graniczne, czyli pozostałe w USA, ale mimo to z legalnym niewolnictwem;
niebieski - stany, w których niewolnictwo było nielegalne (wyłącznie stany Unii);
szary - zorganizowane terytoria USA;

Dokument skutecznie bronił niewolnictwa. Cztery różne klauzule utrwalają jego legalność i razem stanowią jedność, która gwarantuje, że jakakolwiek polityka i każde prawo zabraniające zniewolenia osób czarnych, będzie niezgodne z konstytucją. Niewolnictwo było główną przyczyną wybuchu wojny secesyjnej i najbardziej dzielącym tematem między Unią a Konfederacją. Dlatego Konfederacja robiła, co mogła, by niewolnictwo nie było zakazane na jej terenach, gdyż było ono siłą napędową gospodarki Południa.

### Innowacje i zmiany Konstytucji CSA

#### Innowacje
Wiele innowacyjnych zmian, które wprowadzili Konfederaci nie dotyczyło niewolnictwa, handlu czy zmian w systemie federalnym. Jedną z ważniejszych był sposób głosowania. W Konfederacji większość uchwał mogła być zatwierdzona tylko 2/3 głosów, kiedy w Stanach Zjednoczonych wystarczyła zwykła większość. Znacznie wcześniej niż Konstytucja USA, Konstytucja CSA ustaliła limit kadencji prezydenta. Mógł rządzić tylko jedną, ale o połowę dłuższą niż prezydent USA (sześcioletnią). Jednak wiceprezydent, tak samo jak w USA, mógł być ponownie wybierany na to stanowisko bez ograniczeń. Konstytucja CSA pozwoliła też prezydentowi sprzeciwiać się artykułowi prawa, który miał podpisać. Pozwalała też członkom rządu przybywać na posiedzenie każdej z izb Kongresu, by udzielić odpowiedzi na pytania związane z urzędowaniem.

#### Nowe ustępy
Konstytucja CSA nie była jedynie kopią konstytucji amerykańskiej. Zawierała też oryginalne paragrafy. Konstytucja Konfederatów wprowadza 8 nowych ustępów, a jeden został całkowicie zmieniony.
Art. 1, §9, Ustęp 1
Jest to jedyny ustęp, który został w całości przekształcony przez Konfederatów. Mówi on o niewolnictwie.

W konstytucji amerykańskiej ten ustęp mówił, że do 1808 sprowadzanie osób (eufemizm na określenie niewolników) jest legalne, a za każdą osobę Kongres może nałożyć podatek nie większy niż 10 dolarów. Zaś w konstytucji CSA sprowadzenie czarnoskórych osób było zakazane, z wyjątkiem sprowadzenia z USA.
Art. 1, §9, Ustęp 2
Ten ustęp mówi o tym, że Kongres ma prawo do zakazania przyjmowania niewolników z danego Stanu USA albo z całego terenu tego kraju.
Art. 1, § 9, Ustęp 9
Ustęp wspomina o tym, że Kongres nie ma prawa pobierać pieniędzy ze skarbu państwa, z wyjątkiem sytuacji, kiedy trzeba zapłacić długi państwa lub jeśli pojawi się wniosek ze strony organów władzy wykonawczej. Wymaga też by powstał trybunał, który oceni potrzebę pobrania pieniędzy ze skarbu państwa przez Kongres.
Art. 1, § 9, Ustęp 10
Pieniądze skarbu państwa dla Stanów za wydatki publiczne mogą być wydane jedynie za zgodne do centa faktury i nielegalnym będzie wystawienie większej kwoty przez Kongres. Konstytucja amerykańska nie mówi o tym tak dokładnie.
Art. 1, § 9, Ustęp 20
Ustęp kończy paragraf i mówi o tym, że każde prawo lub rezolucja winna skupiać się na jednym przedmiocie, który powinien być nazwany w tytule.
Art. 2, § 2, Ustęp 3
Ustęp wprowadza przywilej dla prezydenta i daje mu możliwość zdjęcia urzędnika publicznego ze stanowiska, a informacja o tym zdarzeniu wraz z uzasadnieniem musi trafić do Senatu. Prezydent USA ma podobną władzę, jednak jest ona ograniczana przez różne ustawy.
Art. 4, § 3, Ustęp 3
Ustęp daje prawo Konfederacji do zdobywania nowych ziem, i do ich zaludniania w przypadku małej populacji. Mówi też o tym, że w nowo najętych Stanach będą obowiązywały prawa w sprawie niewolnictwa takie jak w istniejących już Stanach – nie można niewolnictwa zakazać.
Art. 6, § 1, Ustęp 1

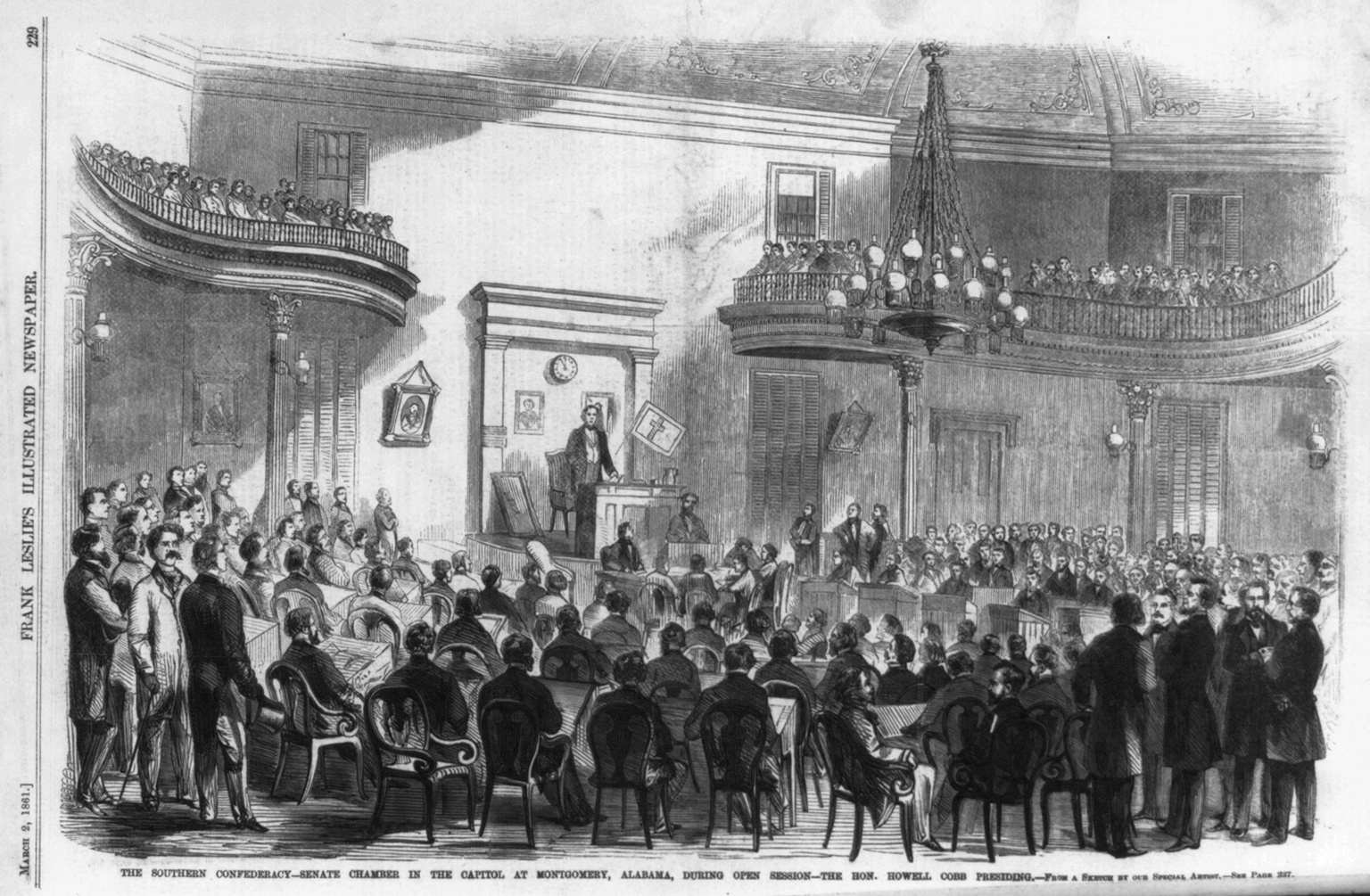
Kongres Konfederatów, Montgomery, Alabama

Ustęp mówi, że ten dokument (Konstytucja) zastępuje Konstytucję dla Władz Tymczasowych Skonfederowanych Stanów, a wszystkie uchwalone w tym dokumencie ustawy będą obowiązywały do czasu ich zmienienia lub usunięcia. Także wszystkie osoby pracujące dla państwa będą dalej pracować, dopóki nie zostaną zastąpione lub urząd, w którym pracują nie przestanie funkcjonować.
Art. 7, § 1, Ustęp 2

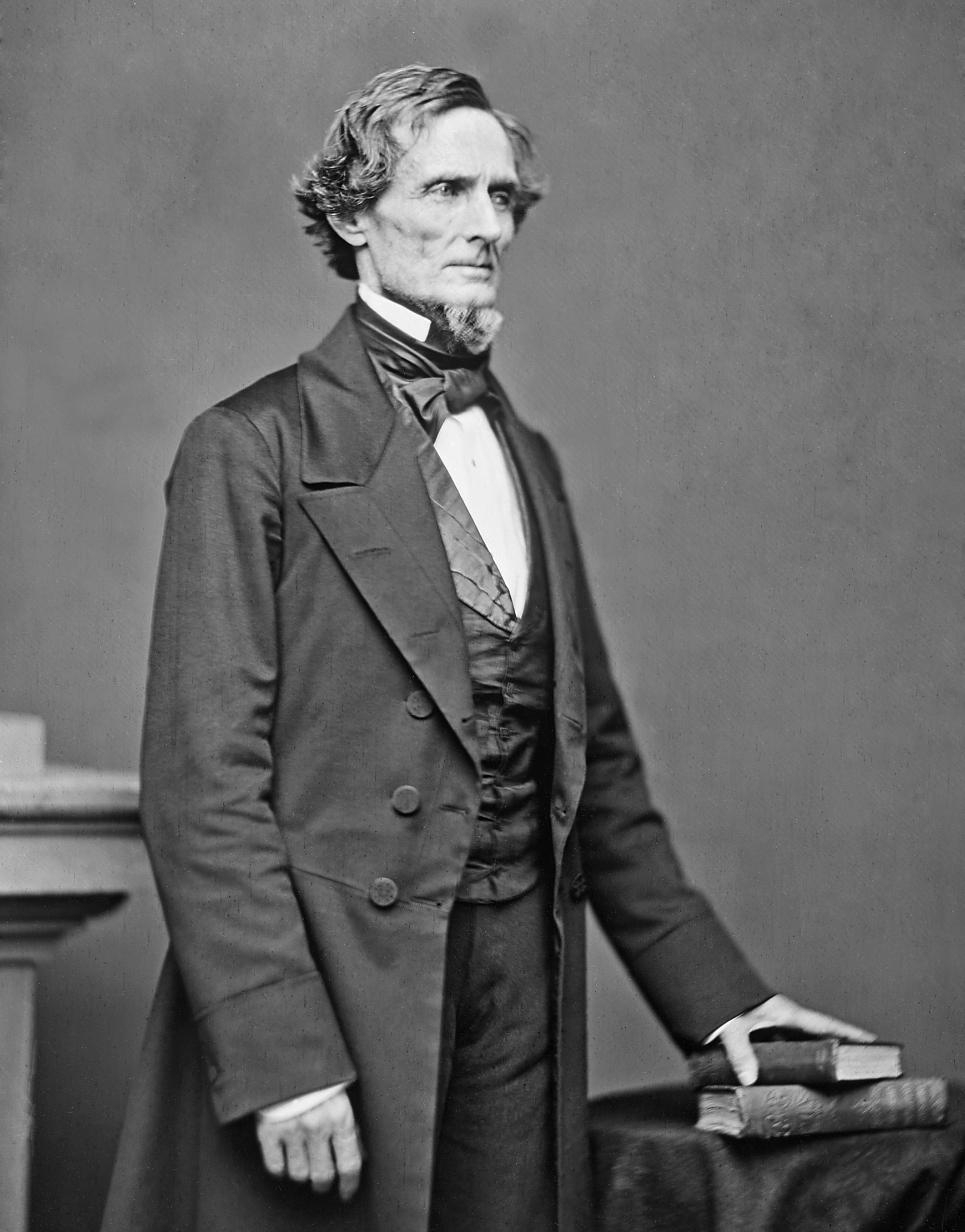
Prezydent CSA, Jefferson Davis w 1861 roku.

Ustęp kończy Konstytucję i mówi o tym, że jeśli 5 Stanów zatwierdzi tę Konstytucję, zostanie określony czas na wybór Prezydenta, Wiceprezydenta, który określi Kolegium Elektorów wraz z datą inauguracji Prezydenta i Wiceprezydenta.

#### Inne zmiany
Konstytucja wprowadza kilka dość istotnych zmian:
Podatki
Jedna ze zmian dotyczy podatków i praw Kongresu do nakładania podatków, ceł itp. Zabronione było np. nakładanie dodatkowych opłat dla towarów zagranicznych lub faworyzowania produktów, czyli zdejmowania podatków dla danych produktów. Zabrania też likwidowania długów względem państwa, nawet jeżeli dłużnik jest bankrutem.
Prawa prezydenta
Prezydent mógł zawetować daną linijkę w prawie lub nawet cały artykuł, na co nie mógł pozwolić sobie Prezydent USA. Prezydent mógł usunąć urzędnika, jeśli podał powód. Według konstytucji USA w razie opróżnienia urzędu do którego obsadzenia wymagana jest zgoda Senatu w okresie między sesjami tej izby, prezydent może tymczasowo mianować na czas do zakończenia najbliższej sesji. W Konstytucji Konfederacji dodano, iż w razie odrzucenia przez Senat, kandydat odrzucony nie mógł być mianowany na to stanowisko w czasie następnej przerwy.

## Podpisy
Konstytucja została podpisana przez następujące osoby:
- Howell Cobb – Przewodniczący Kongresu
- Karolina Południowa: Robert Barnwell Rhett, C.G. Memminger, William Porcher Miles, James Chesnut Jr., R.W. Barnwell, William W. Boyce, Lawrence M. Keitt, T.J. Withers.
- Teksas: John Hemphill, Thomas N. Waul, John H. Reagan, Williamson S. Oldham, Louis T. Wigfall, John Gregg, William Beck Ochiltree.
- Alabama: Richard W. Walker, Robert H. Smith, Colin J. McRae, William P. Chilton, Stephen F. Hale, David P. Lewis, Thomas Fearn, John Gill Shorter, J.L.M. Curry.
- Georgia: Francis S. Bartow, Martin J. Crawford, Benjamin H. Hill, Thomas R.R. Cobb.
- Luizjana: Alexander de Clouet, C.M. Conrad, Duncan F. Kenner, Henry Marshall.
- Missisipi: Alexander M. Clayton, James T. Harrison, William S. Barry, W.S. Wilson, Walker Brooke, W.P. Harris, J. A. P. Campbell.
- Floryda: Jackson Morton, J. Patton Anderson, Jas. B. Owens.